# Línguas kra–dai
As línguas kra-dai ou kradai, também conhecidas como daic, kadai, ou tai-cadai (tai-kadai), são uma família linguística de idiomas fortemente tonais encontradas no sul da China e no Sudeste asiático. A diversidade das línguas kra-dai no sudeste, especialmente em Hainan, sugere que a "terra natal" da língua fica nessa região. Os falantes das línguas tai se moveram para o sul, na direção do Sudeste asiático, somente nos tempos históricos (2500 a 2000 A.C.), fundando nações que mais tarde originaram a Tailândia e o Laos, no que fora território das Línguas austro-asiáticas.

Distribuição da família de línguas Kradai

| Kra Kam-sui Bê Hlai | Tai setentrional Tai central Tai meridional |

## Classificação
As línguas kra-dai foram inicialmente consideradas como parte da família das Línguas sino-tibetanas, mas, fora da China, a família é considerada como independente. Essa línguas apresentam muitas palavras similares às de línguas sino-tibetanas. Porém, tais palavras são raramente encontradas em todos ramos dessa família, nem estão no vocabulário mais básco das mesmas, o que mostra que devem ser palavras de origem externas às kra-dai (Ostapirat 2005).
Vários estudiosos ocidentais apresentaram evidências bem sugestivas de que as kra-dai se relacionam com as Línguas austronésias, havendo um bom número de cognatos entre os vocabulários desse grupos. Entre os que propuseram essa ideia, ainda não há, porém, uma total concordância se as Kradai são um grupo-irmão das austronésias na família chamada austro-tai, uma imigração de retorno de Taiwan para a China continental ou uma migração mais tardia das Filipinas para Hainan durante a expansão de grupos étnicos austronésios.
Na China, são chamadas de línguas kam-tai ou zhuang-dong, sendo consideradas como sino-tibetanas junto com as línguas miao-yao. Ainda se discute entre os especialistas chineses se as línguas kra, tais como a gelao, a qabiau e a lachi, podem ser incluídas nas zhuang-dong, pois lhes faltam similaridades com as sino-tibetanas, semelhanças essas que levaram estudiosos a incluir as zhuang-dong nessas sino-tibetanas.

## Subdivisões
As Kradai se constituem em cinco ramos bem definidos e estabelecidos: Hlai, Kra, Kam-Sui, Tai, e a língua Ong Be (Bê): 
- Ong-be (Hainan; lin'gao em chinês)
- Línguas kra (chamada kadai no Ethnologue e ge-yang em chinês)
- Línguas kam-sui (China; dong-shui em chinês)
- Línguas hlai (Hainan; li em chinês)
- Línguas tai (Sul da China e Sudeste Asiático)

Com base nos muitos pontos comuns entre os vocabulários, os ramos kam-sui, be e tai são muitas vezes classificados juntos  (ver kam-tai). No entanto, essa é uma evidência negativa, possivelmente em função das substituições léxicas nos outros ramos. As similaridades morfológicas sugerem, ao contrário, que kra e kam-sui devam ser agrupadas juntas como kra-dai setentrional e hlai junto com tai como kra-dai meridional (cf. Ostapirat 2006). 
Árvore:

|  | Kra     |
|  |         |
|  | Kam-Sui |
|  |         |

|   | Hlai   |
|   |        |
|   | Tai    |
|   |        |
| ? | Ong Be |
|   | Ong Be |

|  | Kra     |
|  |         |
|  | Kam-Sui |
|  |         |

|   | Hlai   |
|   |        |
|   | Tai    |
|   |        |
| ? | Ong Be |
|   | Ong Be |

Nessa proposta a situação de Ong Be não está definida.

## Origem
As populações falantes do kra-dai são originárias do Leste e do Sul da Ásia, tendo migrado para o norte e mais ainda para o leste, com os kam-sui sendo provavelmente os últimos a se deslocarem. O estudo de cerca de cem grupos populacionais do leste da Ásia, incluindo 30 populações Tai  (falantes de kra-dai), chegaram às seguintes conclusões:
- Os falantes de Kradai apresentam muitas similaridades genéticas, mesmo com as miscigenações com as populações locais ocorridas depois da expansão da etnia.
- Uma significante parcela das populações do sul da China apresentam marcas de populações falantes das línguas kra-dai.
- As línguas dos aborígenes de Taiwan são mais similares às línguas kra-dai do que com os idiomas de populações austronésias, ou seja, do que das Línguas malaio-polinésias.
- As aderências entre subfamílias de falantes correlatos das kra-dai, consideradas com base nas suas similaridades genéticas, indicaram um fluxo mais limitado de genes quando de sua separação.